# 사마트 스마코프
사마트 카비로비치 스마코프(카자흐어: Самат Қабірұлы Смақов 사마트 카비룰르 스마코프, 러시아어: Сама́т Каби́рович Сма́ков, 1978년 12월 8일~)는 카자흐스탄의 축구 선수, 지도자로 과거 현역 시절 포지션은 수비수이다. 그리고 카자흐스탄 국가대표팀 역사상 국제 A매치 최다 출전 기록 보유자이며 현재 FC 옐리마이의 감독을 맡고 있다.

## 클럽 경력
스마코프는 그의 선수생활을 고향인 세메이를 연고로 하는 스파르타크 세메이에서 시작하였고, 러시아 프리미어리그의 FC 로스토프를 비롯한 여러 팀에서 활동하였다. 그는 4개의 클럽을 거치며 4번의 우승을 경험하였다. 또한 그는 강력한 리더십으로 선수 생활 오랜 기간동안 주장을 맡았다. 그는 FC 악퇴베 팀 내 프리미어리그 최다 출장 기록을 가지고 있었으며, 이 기록은 2013년 8월에 유리 로그비넨코에 의해 경신되었다. 그는 또한 FC 카이라트의 주장을 맡았다.
스마코프는 2014년 10월에 드미트리 호미치, 미하일 바카예프, 자우르베크 플리예프, 알렉산드르 키슬리친 등과 함께 FC 카이라트 클럽에서 훈련하는 것을 금지 당했다. 그리고 2015년 1월 6일에는 키슬리친과 함께 이르티시 파블로다르로 이적하였다.
스마코프는 2016년 8월 4일에 FC 오르다바시와 카자흐스탄 프리미어리그 2016 시즌이 끝날 때까지의 계약에 합의하였다.
그는 여러 팀을 옮겨다녔지만 수많은 팀에서 우승컵을 들어올렸다. 옐리마이, 이르티시 바스타우, 카이라트, 악퇴베 4개 팀 소속으로 총 6번 카자흐스탄 프리미어리그 우승을 경험했다. 또한 제니스 아스타나, 악퇴베 2개 팀 소속으로 카자흐스탄 컵에서 우승하였다. 특히 2008년에는 카자흐스탄 프리미어리그와 카자흐스탄 슈퍼컵을, 2010년에는 카자흐스탄 컵과 카자흐스탄 슈퍼컵에서 동시에 우승하는 더블을 달성하였다.
또한 1997년부터 2017년까지 20년 간의 클럽 경력에서 총 496경기에 출전하여 69 득점, 11 도움을 기록하였다. 69 득점 중 33 득점은 페널티킥 득점이며, 46개의 경고를 받았고, 단 한 번도 퇴장을 당하지 않았다. 총 출전 시간은 41,836분에 달한다.

## 국가대표팀 경력
스마코프는 2000년 3월 31일에 열린 2000년 AFC 아시안컵 예선 요르단과의 경기에서 22세의 나이에 처음으로 카자흐스탄 대표팀 주장직을 맡았다. 그 이후로 스마코프는 2002 FIFA 월드컵, 2006 FIFA 월드컵, UEFA 유로 2008 예선 등을 포함한 대부분의 주요 경기에서 주장을 맡았다. 2016년 6월까지 그는 74번의 국제 경기에 출전하였으며 2득점을 기록하였다. 그 중 첫번째 골은 2007년 9월에 벨기에를 상대로 기록한 페널티킥 골이었다. 그는 여러 차례 주장으로서 팀을 이끌었으며, 2016년 6월 기준으로 카자흐스탄 축구 국가대표팀 최다출전 기록을 보유하고 있다.

## 현역 이후 경력
2018년 1월 7일 스마코프의 현역 시절 마지막 클럽인 FC 오르다바시 측에서 스마코프가 예전 소속팀인 Aktobe에 스포츠 디렉터를 맡게 되었다고 발표하였다.

## 통계

### 국가대표팀
| 카자흐스탄 |      |      |
| 연도       | 출전 | 득점 |
| 2000       | 5    | 0    |
| 2001       | 6    | 0    |
| 2002       | 0    | 0    |
| 2003       | 1    | 0    |
| 2004       | 8    | 0    |
| 2005       | 8    | 0    |
| 2006       | 7    | 0    |
| 2007       | 12   | 1    |
| 2008       | 8    | 0    |
| 2009       | 1    | 0    |
| 2010       | 0    | 0    |
| 2011       | 3    | 0    |
| 2012       | 0    | 0    |
| 2013       | 0    | 0    |
| 2014       | 3    | 1    |
| 2015       | 9    | 0    |
| 2016       | 5    | 0    |
| 합계       | 76   | 2    |

기록은 2016년 10월 11일 치른 경기까지 반영되어 있음
득점과 결과 테이블에는 카자흐스탄 국가대표팀의 득점을 먼저 기록하였다
| #  | 일시             | 장소                          | 상대 국가 | 득점 | 결과 | 대회                | 비고  |
| -- | ---------------- | ----------------------------- | --------- | ---- | ---- | ------------------- | ----- |
| 1. | 2007년 9월 12일  | 알마티 알마티 중앙 경기장     | 벨기에    | 2–2  | 2–2  | UEFA 유로 2008 예선 | [ 6 ] |
| 2. | 2014년 11월 16일 | 이스탄불 튀르크 텔레콤 경기장 | 튀르키예  | 1–3  | 1–3  | UEFA 유로 2016 예선 | [ 9 ] |

## 수상

### 클럽
옐리마이
- 카자흐스탄 프리미어리그: 1998

이르티시 바스타우
- 카자흐스탄 프리미어리그: 1999

제니스 아스타나
- 카자흐스탄 컵: 2002

카이라트
- 카자흐스탄 프리미어리그: 2004

악퇴베
- 카자흐스탄 프리미어리그: 2007, 2008, 2009
- 카자흐스탄 컵: 2010
- 카자흐스탄 슈퍼컵: 2008, 2010

### 개인
- 카자흐스탄 올해의 축구 선수: 2004, 2008
- GOAL 저널 올해의 선수: 2004, 2007, 2008, 2009, 2010